# Batteri
 For alternative betydninger, se Batteri (flertydig). (Se også artikler, som begynder med Batteri)
Et batteri, også kendt som tørelement eller bare element, er en elektrisk komponent, som indeholder lagret energi og gør energien tilgængelig for apparater, som er tilsluttet til det, i elektrisk form. Den egentlige elektriske betegnelse er element, men i daglig tale benyttes betegnelsen batteri for både enkelte som for flere celler sammenkoblet. 

## Etymologi
Sproghistorisk kommer navnet batteri af at man kan sammenkoble flere enheder (celler) for at de tilsammen kan levere en større effekt og større elektrisk spænding. I videnskab og teknologi kaldes et batteri en transducer. Andre betegnelser er tørelement, celle eller element.
Et enkelt element bliver dog i det daglige sprog kaldt for et batteri. Typisk vil de enkelte celler kobles i serie (efter hinanden), hvorved man får at batteri med en højere spænding, nemlig summen af de enkelte elementers spænding.

## Funktion
Den almindeligst forekommende type for batteri lagrer energien elektrokemisk (galvaniske celler). Der kan også forekomme elektrostatisk lagring (kondensator) og brændselsceller. Der vil formentlig i fremtiden tages andre teknikker i brug. Visse typer af batterier får deres energi ved selve produktionen. Når denne energi er forbrugt, er batteriet ”brugt op” og bør kasseres.  Andre batterityper kan genoplades ved tilslutning til dertil indrettede ladeapparater. Et batteri som er beregnet til genopladning kaldes en akkumulator.
Elektriske batterier anvendes i dag i meget stort antal i forskellige elektriske apparater såsom biler, (akkumulatoren), mobiltelefoner, og lommelygter. I forprogrammerede apparater (computere, TV-modtagere, kameraer o.lign.) anvendes ofte specielle knapceller, som leverer strøm, når apparatet er (næsten) slukket. 
Alle batterier har en vis selvafladning, hvorved de har en begrænset ”levetid” – selvom de ikke er tilkoblet udstyr eller leverer strøm til tilsluttet udstyr. Varme forkorter levetiden. Man bør derfor sikre batterierne mod længere ophold på solopvarmede steder. Kulde forlænger derimod levetiden. Opbevaret i fryseboks har batterier meget lang selvafladning og holder kapaciteten i årevis. De skal dog beskyttes i vandtæt emballage mod fugtskader fra kondens.
Det er oplagt at tro, at en lampe forbruger strøm (javist gør den det, den afsætter effekt i glødetråden), når den lyser, og at det er derfor et batteri er ”brugt op”. Men det som egentlig sker er, at elektroner bevæger sig fra minus-polen gennem lampen til plus-polen. Elektronerne forbliver ikke i lampen og forsvinder ikke, men på grund af modstanden i glødetråden opstår der varme, så glødetråden lyser op. Strømmen i kablet før lampen er lige så stærk som efter lampen. Strømmen af elektroner fortsætter under ”forbruget”, indtil ladningen mellem plus- og minus-polerne er udjævnet. Elektronerne findes altså stadigvæk i batteriet – de er ikke forbrugt. Men batteriets spænding er udjævnet – afladet – og elektronerne kan ikke mere bevæge sig gennem lampen. Ikke desto mindre siger vi, at batteriet er ”brugt op”. Det har mistet evnen til at sende flere elektroner gennem ledningerne tilsluttet polerne.
Brugte batterier udgør en miljøfare, hvis de ikke ved kasseringen følger de almindelige lovbestemte kommunale ordninger for farligt affald. Især må her nævnes knapceller, som forekommer i et stort udvalg af blinkende legetøj, "syngende" lykønskningskort o.m.a., som ved en overfladisk betragtning ved "oprydning" kan blive betragtet som almindeligt brandbart affald. Knapceller og genopladelige batterier indeholder miljøgifte – tungmetaller – af forskellig art: kviksølv, cadmium, nikkel. Men også "almindelige" brunstensbatterier er omfattet af ordningerne.
Tørelementbatteriet blev opfundet af danskeren Wilhelm Hellesen i 1887, nogenlunde samtidigt med tyskeren Carl Gassner uafhængigt af hinanden, begge efter Leclanché-elementet af Georges Leclanché. Og en lignende japansk opfindelse af Takahashi Ichisaburo blev videreudviklet af japaneren Sakizō Yai.

## Nomenklatur
Batterier findes i mange formater, men er forholdsvis standardiseret. Der er dog mange standarder for benævnelse af typerne. Følgende tabel viser flere standarder: International (ISO), amerikansk, japansk og en enkelt dansk (de facto standard som legekæden Fætter BR anvender) samt evt. øvrige betegnelser.

## Forskellige batteriteknologier
- Lithiumbatteri
- Natriumbatteri
- Nikkel-metalhydrid-akkumulator
- Batteripakke

## Typebetegnelser
| ISO   | USA  | JIS | Andre betegnelser                     | Diameter(mm) | Længde(mm) |
| ----- | ---- | --- | ------------------------------------- | ------------ | ---------- |
| LR03  | AAA  |     | MN2400                                | 10,5         | 44,5       |
| LR1   | N    |     | MN9100, 910A                          | 12           | 30,2       |
| LR6   | AA   | UM3 | MN1500. "Penlight"                    | 14,4         | 50         |
| LR14  | C    | UM2 | MN1400, "Mignon"                      | 26           | 50         |
| LR20  | D    | UM1 | MN1300, E 95                          | 34,2         | 61,5       |
| LR61  | AAAA |     | E96                                   | 8,3          | 42,5       |
| 3LR12 |      |     | "Almindeligt" lommelygtebatteri 4,5 V | 62*22        | 67         |
| 4LR44 |      |     | Kamerabatteri, 6 V                    | 11,6         | 21,6       |
| 6LF22 |      |     | MN1604, 6LR61, 9 V                    | 26,5*17      | 49         |

| ISO  | USA  | JIS | Fætter BR | Andre betegnelser                      |
| ---- | ---- | --- | --------- | -------------------------------------- |
| R03  | AAA  |     | E         |                                        |
| R1   | N    |     |           |                                        |
| R6   | AA   | UM3 | C         | "Penlight"                             |
| R14  | C    | UM2 | B         | "Mignon"                               |
| R20  | D    | UM1 | A         |                                        |
| R61  | AAAA |     |           |                                        |
| 3R12 |      |     |           | "Almindeligt" lommelygtebatteri, 4,5 V |
| 4R25 |      |     |           | 6 V                                    |
| 6F22 | E    |     | D         | 9 V                                    |